# Vadim Abdrasjitov
Vadim Abdrasjitov (russisk: Вади́м Юсу́пович Абдраши́тов) (født 19. januar 1945 i Kharkiv i Sovjetunionen, død 12. februar 2023) var en sovjetisk filminstruktør.

## Filmografi
- Slovo dlja zasjjity (Слово для защиты, 1976)[2][3]
- Vendepunktet (Поворот, 1978)
- Okhota na lis (Охота на лис, 1980)
- Ostanovilsja pojezd (Oстановился пoeзд, 1982)
- Planet parade (Парад планет, 1984)
- Pljumbum, ili Opasnaja igra (Плюмбум, или опасная игра, 1987)
- Sluga (Слуга, 1989)
- Armavir (Армавир, 1991)
- Pjesa dlja passazjira (Пьеса для пассажира, 1995)
- Vremja tantsora (Время танцора, 1997)